# جان-بيير شاربونو
جان-بيير شاربونو هو صحفي وسياسي كندي، ولد في 3 يناير 1950 في سانت أوستاش في كندا. نشط حزبياً في الحزب الكيبيكي. وقد انتخب عضو الجمعية الوطنية في كيبك ‏.